# Trichopilia suavis
Espèce
Classification phylogénétique
Statut CITES
Trichopilia suavis est une espèce de plantes à fleurs de la famille des Orchidaceae. C'est une orchidée épiphytes du genre Trichopilia que l'on trouve de l'Amérique centrale à la Colombie.

## Synonymes
- Trichopilia kienastiana Rchb.f.
- Trichopilia suavis var. alba L.Linden & Rodigas